# Inga macrophylla
Il pacae o pacay (Inga macrophylla Humb. & Bonpl. ex Willd., 1806) è un albero frondoso della famiglia delle Fabacee (o Leguminose).
Si tratta di un albero diffuso nella parte settentrionale del Sud America il cui frutto è chiamato guava o guaba è dolce e commestibile.

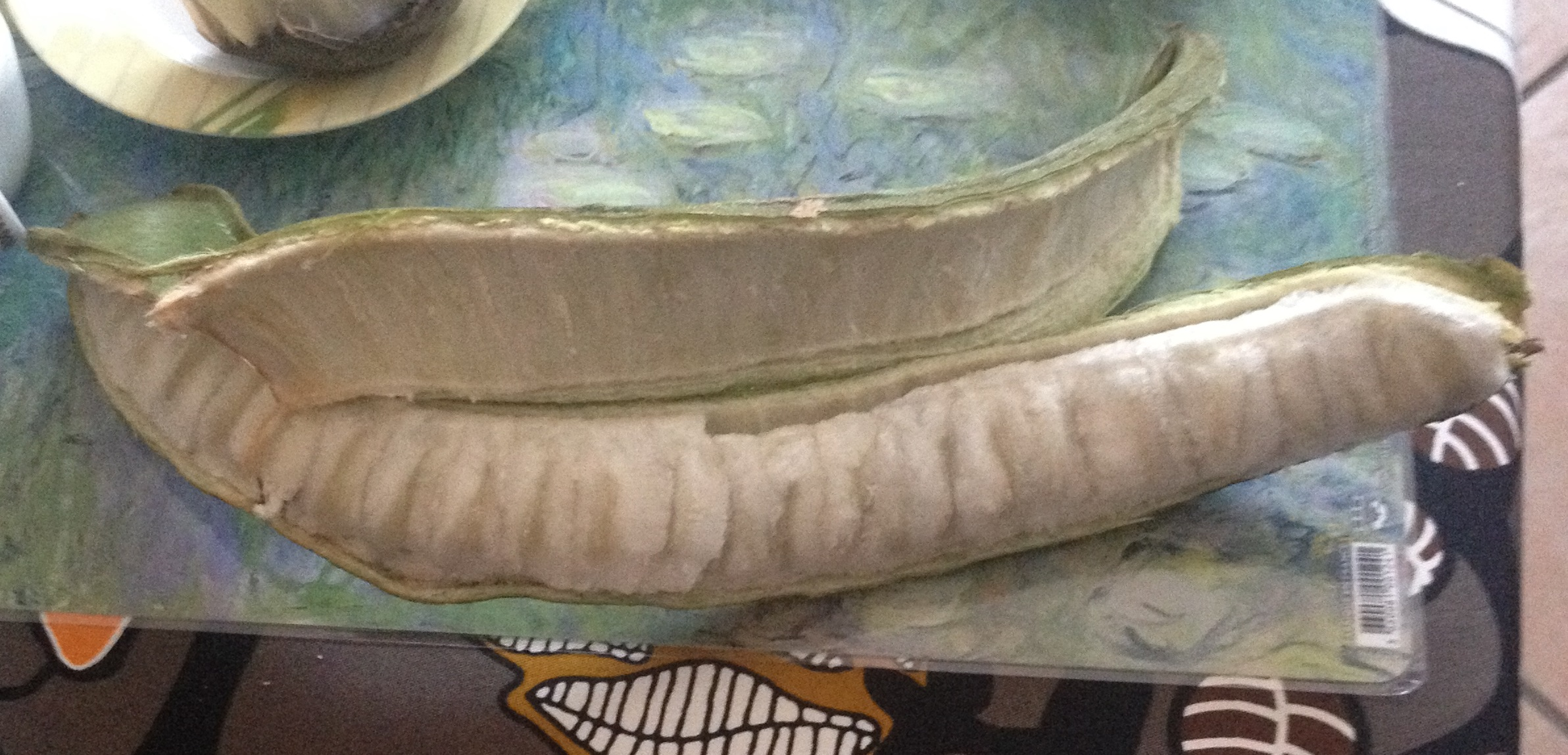
L'interno di un frutto di pacay